# Studio Tan
A Studio Tan Frank Zappa stúdióalbuma, a hivatalos diszkográfiában a 24.
Az 1974 és 76 közötti felvételeket tartalmazó kiadvány 1978 szeptemberében jelent meg Zappa DiscReet Records kiadójánál.

## A lemez számai
minden darab szerzője Frank Zappa.
1. "The Adventures of Greggery Peccary" – 20:40
2. "Lemme Take You to the Beach" – 2:44
3. "Revised Music for Guitar and Low-Budget Orchestra" – 7:36
4. "RDNZL" – 8:12

## Läther – a kiadás története
1976 elején Zappa és Herb Cohen menedzser viszonya pereskedéssel zárult. Zappa és Cohen cégének, a DiscReet Recordsnak a terjesztését a Warner Bros. intézte. Mikor Zappa kérte, hogy a DiscReet helyett közvetlenül a Warnerrel intézhesse az ügyeit, hogy így Cohentől függetlenedni tudjon, a Warner beleegyezett, így jelenhetett meg a Zoot Allures 1976-ban. Ekkor viszont a szerződése még négy további lemezre kötelezte a DiscReet és a Warner felé.
1977 elején Zappa állítása szerint átadta 4 önálló nagylemez mesterszalagját a Warnernek, ami alapján teljesítette a szerződéses kötelezettségét, és ez már szabad kezet adott neki a következő lemezek terjesztőinek kiválasztásában. A Zappa in New York volt az első átadott (dupla) lemez, Zappa által elfogadott borítóval és kísérőszöveggel, amit hamarosan követett a Studio Tan, a Sleep Dirt és az Orchestral Favorites, bár ez utóbbiaknak Zappa csak a szalagjait szállította le. Az anyagot kifogásolhatónak minősítve a Warner az átvételkor a szerződés szerinti négy album előállítási költségeit nem volt hajlandó kifizetni.
A Warner szerződésszegése miatt (és mert láthatólag nem sok hajlandóságot mutattak az anyagok megjelentetésére) Zappa 1977 második felében úgy döntött, hogy az adott helyzetben szabadon átszerkesztheti az anyagot egy négylemezes kiadvánnyá, aminek a Läther címet adta. A négylemezes doboz tehát a korábbi, az eredeti ötlemezes változatból született, és nem fordítva, mint azt sokan hiszik. Bár Gail Zappa is állítja, hogy "a Läther mindig is egy négylemezes kiadványként volt elképzelve", elfelejti azonban, hogy az ötlemezes változat minden felvétele 1971 és 1976 között készült, s egy évvel a Läther előtt már mindegyik kész is volt. A Zappa in New York meg is jelent 1977 elején, bár a Warner később bevonta és csak cenzúrázva adta ki 1978-ban.
A hivatalos, 1996-ban írt történet ellenére semmi nem bizonyítja, hogy Zappa a Warnernek valaha is átadta a Läther szalagjait, a négylemezes doboz nem is elégítette volna ki a szerződés kívánalmait (hiszen csak egy kiadvány). Zappa mind a négy kérdéses nagylemezt maga állította össze, mindegyiknek határozott, önálló karaktere volt, a Lätherön ezek a karakterek viszont összekeveredtek, a dalok új zenei és párbeszédes részekkel kapcsolódtak össze. Az a feltételezés, hogy a négylemezes Lätherből született meg az öt különálló nagylemez, kicsit olyan, mintha a rántottából próbálnánk meg újra nyers tojásokat előállítani.
Zappa végül lehetőséget kapott arra, hogy a Mercury-Phonogram terjesztésében megjelentesse a Läther-t a az új, Zappa Records címkével. A Warner ezért perrel fenyegette meg, ezzel megakadályozva a doboz kiadását, s közben úgy döntött, hogy 1978-ban és 1979-ben kiadja a három még visszatartott lemezt (Studio Tan, Sleep Dirt és Orchestral Favorites). Mivel Zappa csak a szalagokat adta át, ezért ezeken a kiadványokon a zenészek felsorolása is hibás, a borítókat pedig Zappa hozzájárulása nélkül készítették el Gary Panterrel.

## A lemezről
A Läther alapanyagául szolgáló négy album közül a Studio Tan az egyetlen, amelyik szinte teljes terjedelmében felkerült a négylemezes összeállításra, ezért ez az egyetlen, amelyik esetleg a Läther összeállításról lehetett összeállítva. Az egyetlen eltérés, hogy a "The Adventures of Greggery Peccary" a két kiadványon egy kicsit eltérő keverésben szerepel, illetve hogy ennek a darabnak a vége lerövidítve került az eredeti DiscReet bakelitlemezre.
A "Revised Music for Guitar and Low-Budget Orchestra" egy kiadatlan, alternatív verziójának egy részlete hallható a The Guitar World According to Frank Zappa című kazettán, Chad Wackerman utólag hozzáadott dobsávjával.
A "The Adventures of Greggery Peccary"és a "Revised Music for Guitar and Low-Budget Orchestra" felvételei 1975 januárjában (Zappa együttese) és 1975 szeptemberében készültek (nagyzenekari felvételek) – a szeptemberi volt az a koncertsorozat a Royce Hall-ban, amelyikről az Orchestral Favorites felvételei is származnak.
A "Lemme Take You To The Beach" alapsávjai a Hot Rats felvételeinek idejekor, 1969-ben készültek.

## Zenészek
- Frank Zappa – gitár, ének, ütőhangszerek
- George Duke – billentyűs hangszerek
- Tom Fowler – basszusgitár
- Chester Thompson – dobok
- Eddie Jobson – billentyűs hangszerek, jódli
- Bruce Fowler – harsona
- Max Bennett – basszusgitár
- Paul Humphrey – dobok
- Davey Moire – ének
- James "Bird Legs" Youmans – basszusgitár
- Ruth Underwood – ütőhangszerek, szintetizátor
- John Berkman – zongora
- Michael Zearott – karmester
- Pamela Goldsmith – mélyhegedű
- Murray Adler – hegedű
- Sheldon Sanov – hegedű
- Jerry Kessler – cello
- Edward Meares – bass guitar
- Don Waldrop – trombone
- Jock Ellis – trombone
- Dana Hughes – bass trombone
- Earle Dumler – oboe
- JoAnn Caldwell – McNab bassoon
- Mike Altschul – flute
- Graham Young – trumpet
- Jay Daversa – trumpet
- Malcolm McNab – trumpet
- Ray Reed – flute
- Victor Morosco – saxophone
- John Rotella – woodwind instruments
- Alan Estes – percussion
- Emil Richards – percussion
- Don Brewer – bongos

## Helyezések
Album – Billboard (North America)
| Year | Chart      | Position |
| ---- | ---------- | -------- |
| 1978 | Pop Albums | 147      |

## Külső hivatkozások
- "FZ vs. Warner Bros. Story" Archiválva 2015. szeptember 23-i dátummal a Wayback Machine-ben
- "Biffy the Elephant Shrew looks at Läther"
- Album release information